# Зинченко, Николай Минович
Николай Минович Зинченко (1936—2010) — Герой Социалистического труда.

## Биография
Родился 11 ноября 1936 года в селе Гюновка Великобелозерском районе. Запорожской области в семье колхозников.
В 1955 году окончил Михайловское ПТУ с отличием, получив специальность «тракторист-машинист широкого профиля».
После окончания учёбы работал на предприятиях Запорожья и области. С 1957 по 1960 годы проходил срочную службу в вооруженных силах на границе с Ираком. В 1964 году с семьей переезжает в село Заветное. С этого года вся его жизнь связана с совхозом «Степной». За период работы на предприятии работал трактористом. комбайнером, регулировщик топливной аппаратуры, бригадиром. С 1985 года и до выхода на пенсию работал звеньевым-механизатором на ферме КРС.
Принимал активное участие в жизни предприятия и села. После выхода на пенсию возглавил ветеранскую организацию села.
Умер 23 февраля 2010 года.

## Награды и звания
- 1971 — медаль «За трудовое отличие»
- 1973 — орден Ленина
- 1977 — присвоено звание Герой социалистического труда с вручением ордена Ленина и золотой медали «Серп и молот»
- 1978 — знак ударник 10-й пятилетки.

Неоднократно награждался знаком победителя соцсоревнования в районных и областных соревнованиях.

## Семья
Жена — Зинченко Дарья Ивановна. Сын — Зинченко Виктор Николаевич (р. 1962).